# Dolcè
Dolcè är en ort och kommun i provinsen Verona i regionen Veneto i Italien. Kommunen hade 2 609 invånare (2018).